# Marek Kuczyński
Marek Remigiusz Kuczyński (ur. 11 lipca 1967 w Gdańsku) – polski kompozytor, producent muzyczny, muzyk i realizator dźwięku utworów wykorzystywanych w produkcjach filmowych, telewizyjnych, teatralnych, multimedialnych. Tworzy w wielu stylach, od muzyki symfonicznej i kameralnej poprzez jazz do muzyki elektronicznej.

## Życiorys
Absolwent Akademii Muzycznej w Gdańsku. Członek Polskiej Akademii Filmowej.
Marek Kuczyński jest laureatem następujących nagród m.in.:
- 2015: Nagroda Prezydenta Gdyni za muzykę do spektaklu Biesy Fiodora Dostojewskiego w Teatrze Miejskim w Gdyni
- 1999: Pomorska Nagroda Artystyczna za Mszę Kaszubską na sopran, saksofon, chór i orkiestrę
- 1998: Za film Cudze szczęście nagroda za muzykę na 23. Festiwalu Polskich Filmów Fabularnych
- 1998: Nagroda Wojewody Pomorskiego za najlepszą muzykę do sztuki Wynalazek miłości  Toma Stopparda w reżyserii Krzysztofa Babickiego
- 1997: Nagroda Główna w konkursie na Hejnał Tysiąclecia Gdańska

## Filmografia
2025: Opowiadania z piaskownicy - II sezon - serial animowany
2024: Historia Kuchni Polskiej
2023: Oblicze Jezusa
2023: Polowanie
2023: Lech Wałęsa. Nasza Historia
2021: Diabeł Łańcucki - serial
2020: Opowiadania z piaskownicy - serial animowany
2019: Zenon Mirota - Portrety Stoczni
2019: Eugeniusz Kwiatkowski. Mąż stanu
2019: 1939 Pamięć i Przesłanie
2015: Gdańsk. Koniec i Początek
- 2015: Umbra
- 2014: Pamiętnik Florki – serial animowany
- 2011: Hotel 52 – serial
- 2009: Teraz albo nigdy! – serial
- 2009: Siostry – serial
- 2007: Hotel pod żyrafą i nosorożcem – serial
- 2004 – 2006: Pensjonat pod Różą - serial
- 2002 – 2005: Baśnie i bajki polskie - serial
- 2000: Duża przerwa – serial
- 1997: Cudze szczęście
- 1997: Między nami bocianami – serial animowany
- 1997: Non possumus. Kościół katolicki wobec władzy komunistycznej 1944 – 1989
- 1995: Kamień na kamieniu
- 1993: Ciało na płótnie

## Muzyka teatralna
Żeglarz - Jerzego Szaniawskiego w reż. Krzysztofa Babickiego – Teatr Miejski im. W. Gombrowicza w Gdyni (2025)
Walka kogutów - Pawła Huelle w reżyserii Pawła Chmielewskiego  - Teatr Polskiego Radia (2024)
NIewolnice z Pipidówki - Michała Bałuckiego Michaela Frayna w reż. Krzysztofa Babickiego – Teatr Miejski im. W. Gombrowicza w Gdyni (2024)
Jądro ciemności - Joseph Conrad/ Paweł Huelle - w reż. Krzysztofa Babickiego – Teatr Miejski im. W. Gombrowicza w Gdyni (2023)
Kopenhaga - Michaela Frayna w reż. Krzysztofa Babickiego – Teatr Miejski im. W. Gombrowicza w Gdyni (2023)
Pułapka - Tadeusza Różewicza w reż. Krzysztofa Babickiego – Teatr Miejski im. W. Gombrowicza w Gdyni  (2022)
Znaczy kapitan - Karola Olgierda Borchardt w reż. Krzysztofa Babickiego – Teatr Miejski im. W. Gombrowicza w Gdyni (2021)
Misery - William Goldman/Stephen King w reż. Krzysztofa Babickiego – Teatr Miejski im. W. Gombrowicza w Gdyni (2021) 
Kolory - musical do libretta Grażyny Lutosławskiej - Państwowy Zespół Ludowy Pieśni i Tańca „Mazowsze” (2020)
Nastazja wychodzi za mąż - Fiodora Dostojewskiego w reż. Krzysztofa Babickiego – Teatr Miejski im. W. Gombrowicza w Gdyni (2020)
Tango. Na pełnym morzu - Sławomira Mrożka w reż. Krzysztofa Babickiego – Teatr Miejski im. W. Gombrowicza w Gdyni (2019)
Dziady – Adama Mickiewicza w reż. Krzysztofa Babickiego – Teatr Miejski im. W. Gombrowicza w Gdyni (2019)
- Przygody Remusa – Aleksandra Majkowskiego w reż. Krzysztofa Babickiego – Teatr Miejski im. W. Gombrowicza w Gdyni (2019)
- Zabójstwo króla (Affabulazione) – Pier Paolo Pasoliniego w reż. Krzysztofa Babickiego – Teatr Miejski im. W. Gombrowicza w Gdyni (2018)
- Romeo i Julia – Williama Szekspira w reż. Krzysztofa Babickiego – Teatr Miejski im. W. Gombrowicza w Gdyni (2018)
- Kursk – Pawła Huelle w reż. Krzysztofa Babickiego – Teatr Miejski im. W. Gombrowicza w Gdyni (2017)
- Lot nad kukułczym gniazdem – Dale Wassermana w reż. Krzysztofa Babickiego – Teatr Miejski im. W. Gombrowicza w Gdyni (2016)
- Z życia glist – Per Olov Enquista w reż. Krzysztofa Babickiego – Teatr Miejski im. W. Gombrowicza w Gdyni (2016)
- Biesy – Fiodora Dostojewskiego w reż. Krzysztofa Babickiego – Teatr Miejski im. W. Gombrowicza w Gdyni (2014)
- Kolibra lot ostatni – Pawła Huelle w reż. Krzysztofa Babickiego – Teatr Miejski  w Gdyni (2014)
- Zbójcy - Friedricha Schillera w reż. Krzysztofa Babickiego – Teatr Śląski w Katowicach (2013)
- Idąc rakiem – Güntera Grassa w adaptacji Pawła Huelle w reż. Krzysztofa Babickiego – Teatr Miejski im. W. Gombrowicza w Gdyni (2012)
- Musical „Wakacje Don Żuana” – w reż. Anny Polony do libretta Krzysztofa Korwina Piotrowskiego i tekstów Michała Rusinka – Gliwicki Teatr Muzyczny (2012)
- Antygona – Sofoklesa w reż. Leszka Mądzika – Teatr Miejski im. W. Gombrowicza w Gdyni (2012)
- Zamknęły się oczy Ziemi – Pawła Huelle w reż. Krzysztofa Babickiego – Teatr im. J. Osterwy w Lublinie (2011)
- Dziady – Adama Mickiewicza w reż. Krzysztofa Babickiego – Teatr Śląski w Katowicach (2011)
- Zbrodnia i kara - Fiodora Dostojewskiego w reż. Krzysztofa Babickiego – Teatr im. J. Osterwy w Lublinie (2010)
- Biedermann i podpalacze – Maxa Frischa w reż. Krzysztofa Babickiego – Teatr Nowy w Łodzi (2010)
- Noc wielkiego sezonu – Bruno Schulza w reż. Krzysztofa Babickiego – Teatr im. J. Osterwy w Lublinie (2009)
- Hiob - w przekładzie Czesława Miłosza w reż. Krzysztofa Babickiego – Teatr im. J. Kochanowskiego w Radomiu (2009)
- Zbrodnia i kara - Fiodora Dostojewskiego w reż. Krzysztofa Babickiego – Teatr Śląski w Katowicach (2009)
- Panna Julia - Augusta Strindberga w reż. Krzysztofa Babickiego – Teatr Śląski w Katowicach (2008)
- Sarmacja - Pawła Huelle w reż. Krzysztofa Babickiego – Teatr im. J. Osterwy w Lublinie (2008)
- Idiota – Fiodora Dostojewskiego w reż. Krzysztofa Babickiego – Teatr im. J. Osterwy w Lublinie (2007)
- Romeo i Julia – Williama Shakespeare w reż. Krzysztofa Babickiego – Tetatr Śląski w Katowicach (2007)
- Niewolnice z Pipidówki – Michała Bałuckiego w reż.Krzysztofa Babickiego – Teatr im. J. Osterwy w Lublinie (2007)
- Arkadia – Toma Stopparda w reż. Krzysztofa Babickiego – PWST w Krakowie (2006)
- Wesele – Stanisława Wyspiańskiego w reż.Krzysztofa Babickiego – Teatr im. J. Osterwy w Lublinie (2006)
- Pułapka – Tadeusza Różewicza w reż. Krzysztofa Babickiego – Tetatr im.J. Słowackiego w Krakowie (2006)
- Miłość na Krymie – Sławomira Mrożka w reż.Krzysztofa Babickiego – Teatr im. J. Osterwy w Lublinie (2006)
- Parawany – Jeana Geneta w reż. Krzysztofa Babickiego – Teatr Wybrzeże w Gdańsku (2006)
- Opowieści o zwyczajnym szaleństwie – Petera Zelenki w reż.Krzysztofa Babickiego – Teatr im. J. Osterwy w Lublinie (2005)
- Arkadia – Toma Stopparda w reż. Krzysztofa Babickiego – Teatr Polski we Wrocławiu (2005)
- Najlepsze lata panny Jean Brodie – Jay Presson Allen wg powieści Muriel Spark w reż.Krzysztofa Babickiego – Teatr im. J. Osterwy w Lublinie (2005)
- Demokracja – Michaela Frayna w reż. Krzysztofa Babickiego dla Teatru Wybrzeże w Gdańsku (2005)
- Hamlet – Williama Szekspira w reż.Krzysztofa Babickiego – Teatr im. J. Osterwy w Lublinie (2004)
- Polityka – Włodzimierza Perzyńskiego w reż. Eugeniusza Korina – Teatr im. J. Osterwy w Lublinie (2004)
- Szkarłatna wyspa – Michaiła Bułhakowaw reż. Krzysztofa Babickiego – Teatr im. J. Osterwy w Lublinie (2004)
- Caligula – Alberta Camusa w reż. Krzysztofa Babickiego – Teatru im. J. Osterwy w Lublinie (2003)
- Odchodzi – spektakl Leszka Mądzika – Scena Plastyczna KUL 2003
- Historie miłosne dla dorosłych – Zbigniewa Książka w reż. Igora Michalskiego – Teatr Muzyczny w Gdyni (2003)
- Operetka – Witolda Gombrowicza w reż. Krzysztofa Babickiego – Teatr im. J. Osterwy w Lublinie (2003)
- Don Carlos – Fryderyka Schillera w reż. Krzysztofa Babickiego – Teatr Wybrzeże w Gdańsku (2003)
- Biesy – Fiodora Dostojewskiego w reż. Krzysztofa Babickiego – Teatr im. J. Osterwy w Lublinie (2002)
- Pułapka – Tadeusza Różewicza w reż. Krzysztofa Babickiego – Tetatr Śląski w Katowicach (2002)
- Sędziowie – Stanisława Wyspiańskiego w reż. Krzysztofa Babickiego – Teatr Nowy w Poznaniu (2002)
- Kopenhaga – Michaela Frayna w reż. Krzysztofa Babickiego – Teatr Wybrzeże w Gdańsku (2002)
- Dziady – Adama Mickiewicza w reż. Krzysztofa Babickiego – Teatr im. J. Osterwy w Lublinie (2001)
- Tragedia o bogaczu i łazarzu – anonim z XVII w. w reż. Krzysztofa Babickiego – Teatr Wybrzeże w Gdańsku (2001)
- Kąpielisko Ostrów – Pawła Huelle w reż. Krzysztofa Babickiego – Teatr im. J. Osterwy w Lublinie (2001)
- Requiem dla gospodyni – Wiesława Myśliwskiego w reż. Bogdana Toszy – Teatr Śląski w Katowicach (2001)
- Wyzwolenie – Stanisława Wyspiańskiego w reż. Krzysztofa Babickiego – Teatr Śląski w Katowicach(2000)
- Diabelskie nasienie – Ivo Bresana w reż. Krzysztofa Babickiego – Teatr im. J. Osterwy w Lublinie (2000)
- Wróżby kumaka – Güntera Grassa w reż. Krzysztofa Babickiego – Nadbałtyckie Centrum Kultury (2000)
- Intryga i miłość – Fryderyka Schillera w reż. Krzysztofa Babickiego – Teatr Śląski w Katowicach (1999)
- Biedermann i podpalacze – Maxa Frischa w reż. Krzysztofa Babickiego – Teatr Wybrzeże  w Gdańsku (1999)
- Alicja w krainie czarów – Lewisa Carrolla w reż. Stefana Chazbijewicza – Teatr Wybrzeże w Gdańsku (1999)
- Arkadia – Toma Stopparda w reż. Krzysztofa Babickiego – Teatr im. J. Osterwy w Lublinie (1999)
- Wynalazek miłości – Toma Stopparda w reż. Krzysztofa Babickiego – Teatr Wybrzeże w Gdańsku (1998)
- Bóg – Woody Allena w reż. Mirosława Borka – Teatr im. W. Siemaszkowej w Rzeszowie (1994)

## Muzyka koncertowa (wybór)
7 Pieśni Miłosnych do słów Pawła Huelle na sopran i orkiestrę smyczkową (2024)
Gyddanyzc - Danzig - Gdańsk na orkiestrę smyczkową (2023)
Pater Noster na chór (2022)
Requiem Piaśnica 1939 na chór solo (2020)
- Canticum Canticorum – Część III (Ct 4, 1-11) na saksofon, wiolonczelę i chór (2016)

- 7 Pieśni Miłosnych do słów Pawła Huelle na sopran i fortepian (2007)
- Oratorium Gdańskie – do tekstu Pawła Huelle, na sopran, tenor, saksofon, chór chłopięcy, chór mieszany i orkiestrę (2005)
- Canticum Canticorum – Część II (Ct 8, 6-7) na wiolonczelę i chór (2002)
- Canticum Canticorum – Część I (Ct 8, 6-7) na saksofon i chór (2001)
- Suita "Wyzwolenie" na orkiestrę (2001)
- Credo na sopran, saksofon, chór i orkiestrę (2000)
- Msza Kaszubska na sopran, saksofon, chór i orkiestrę (1999)
- Cudze szczęście (Unser fremdes Kind) – suita muzyki filmowej na saksofon, fortepian i orkiestrę (1998)
- Kamień na kamieniu – suita orkiestrowa  muzyki filmowej (1995)